# اقونیطون
اقونیطون (نام علمی: Aconitum)، نام یک سرده از تیرهٔ آلالگان است. این جنس در ایران سه گونه گیاه علفی چند ساله دارد.

## پزشکی و سم‌شناسی
اقونیطون مدت‌ها است که در آیورودا و طب سنتی چین مورد استفاده پزشکی قرار گرفته‌است. این گیاه همین‌طور در طب یونانی و رومی نیز موارد استفاده داشته که گمان می‌رود گونه مورد نظر گونه مختص آلپ بوده‌است. استفاده دارویی از گونه‌های آلپ اقونیطون هنوز هم در برخی مناطق اسلوونی مرسوم است. سم موجود در ریشه اقونیطون به دلیل داشتن مقادیر زیادی از ترکیبات آلکالوئید سود اکونیتین به شدت کشنده است. از سم چندین گونه مختلف از اقونیطون، در ادوار مختلف برای زهرآگین نمودن نوک پیکان‌ها استفاده شده‌است. مردمان لداخ ساکن هیمالیا برای شکار بز کوهی آیبکس به کرات از این ترکیب استفاده کرده‌اند. قوم آینو نیز از گونه‌های سمی اقونیطون برای شکار خرس استفاده می‌نمودند. چینی‌ها، از ترکیبات سمی این گیاه هم برای شکار و هم جنگ استفاده می‌کردند. مردمان آلیوت در جزایر آلیوتی آلاسکا نیز از سم اقونیطون برای شکار نهنگ بهره می‌جستند که برای چنین منظوری، معمولاً یک مرد سوار بر کایاک ضمن نزدیک‌شدن به نهنگ با پرتاب نیزهٔ سمی آغشته به زهر اقونیطون باعث فلج‌شدن شکار می‌شد. به استفاده از پیکان‌های آغشته به زهر اقونیطون در ریگ‌ودا هم اشاره شده‌است.

## نگارخانه

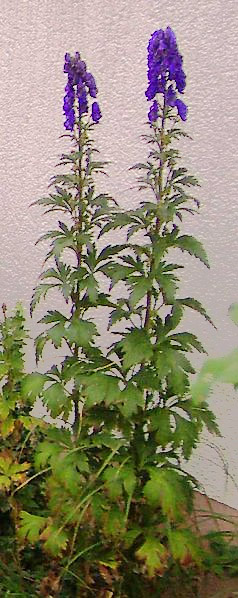
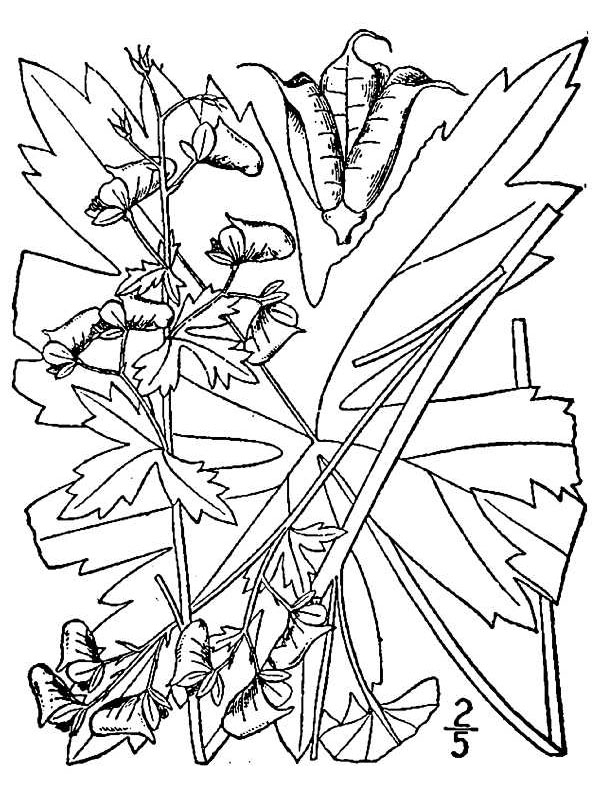
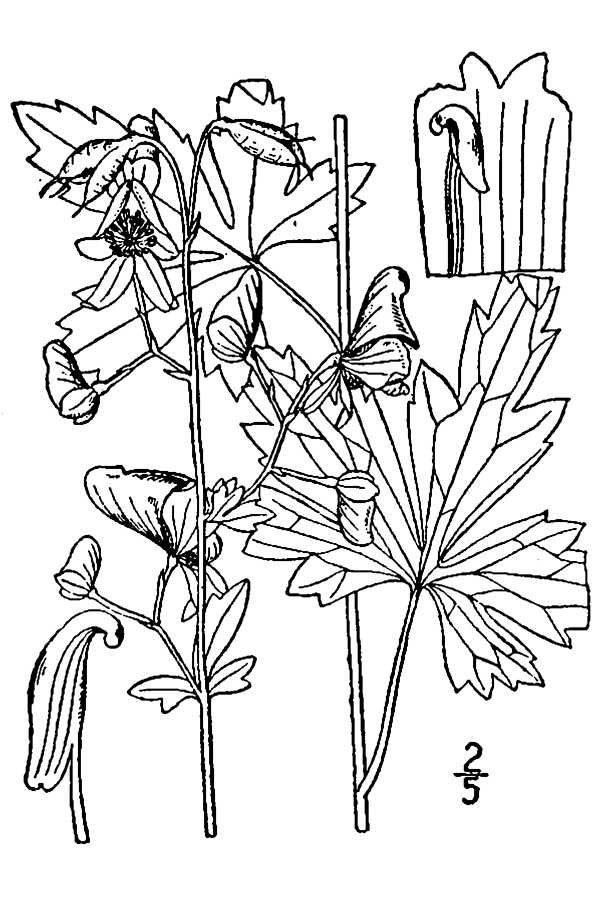